# Stazione di Blausee-Mitholz
La stazione di Blausee-Mitholz è una stazione ferroviaria posta sulla linea del Lötschberg, in Svizzera. Serve il lago Blausee e il centro abitato di Mitholz, nel territorio comunale di Kandergrund.

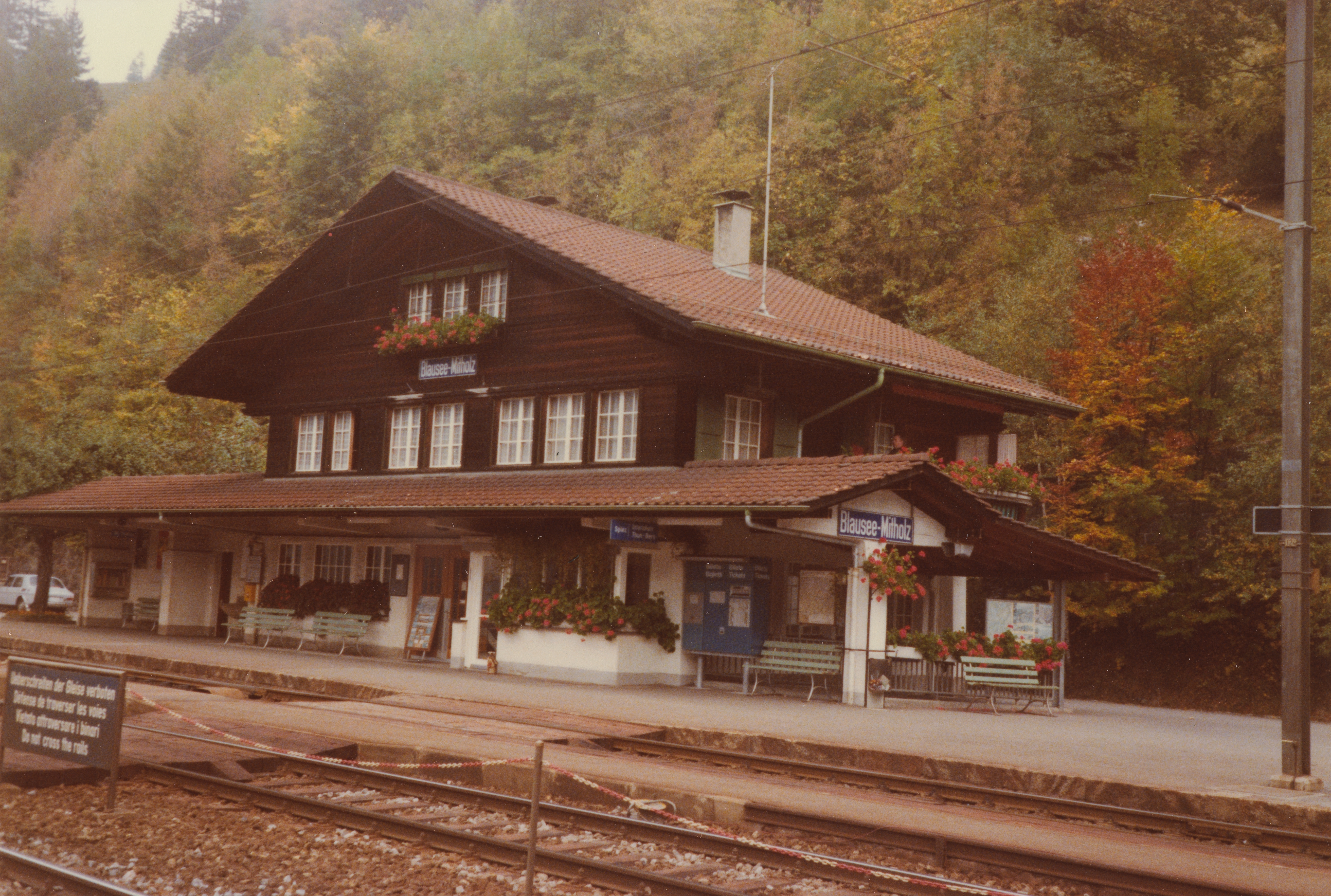
Nel 1979

## Storia
La stazione andò distrutta nell'esplosione del vicino deposito militare di munizioni avvenuta nella notte tra il 19 e il 20 dicembre 1947, nella quale persero la vita, tra gli altri, il capostazione ed il figlio.

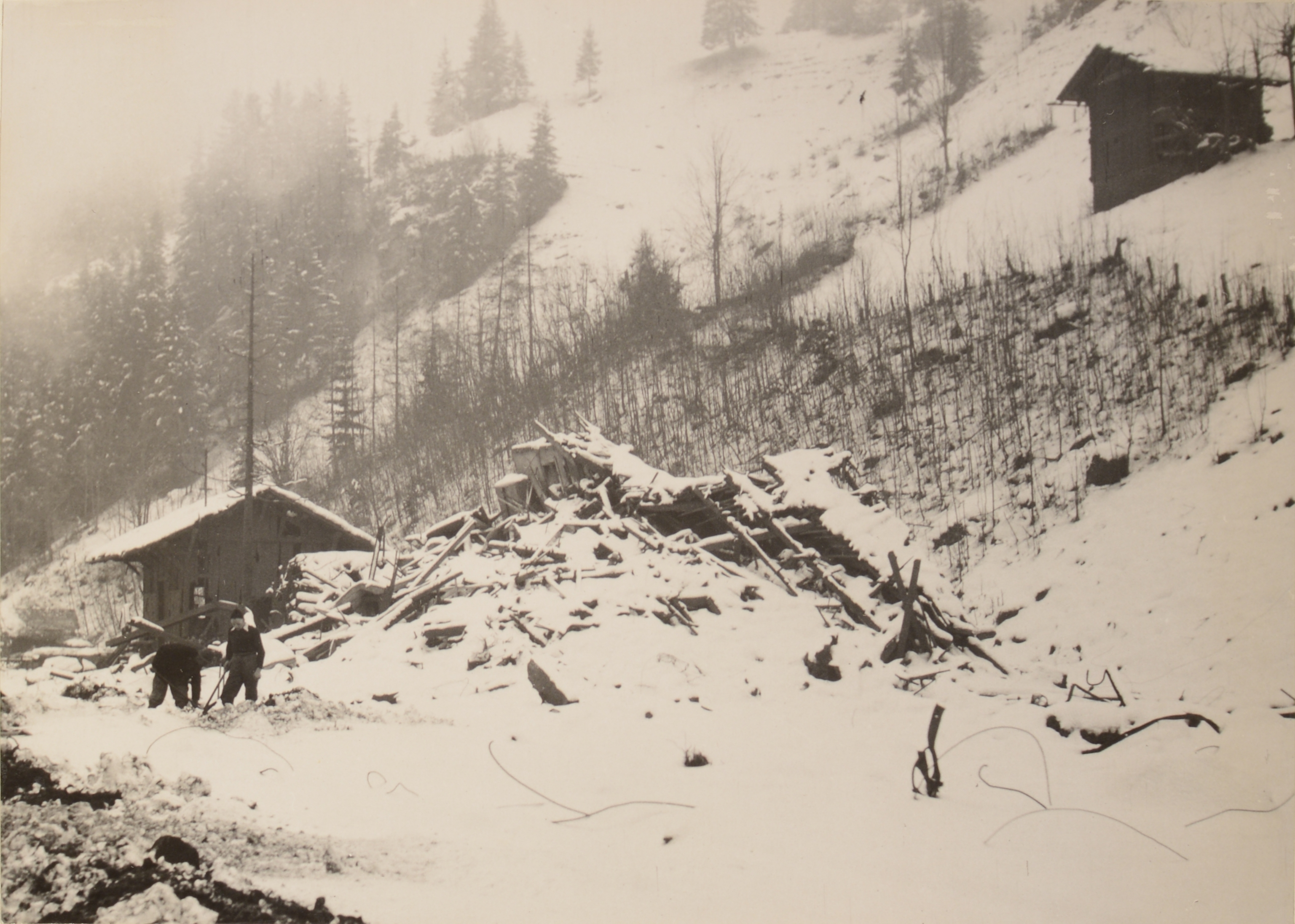
L'area della stazione dopo l'esplosione del 1947 (archivi cantonali bernesi, BB 14.1.408)